# 巴爾溫科韋 (伊奇尼亞區)
50°46′2″N 32°45′10″E / 50.76722°N 32.75278°E
巴爾溫科韋（烏克蘭語：Барвінкове），是烏克蘭北部的村莊，隸屬切爾尼希夫州的普里盧基區。該村面積1.45平方公里，海拔高度163米，2001年人口2，人口密度每平方公里1.38人。